# MEKO 100
Die MEKO 100-Klasse ist eine Kriegsschiffklasse der deutschen ThyssenKrupp Marine Systems AG auf Basis der MEKO-Schiffsreihe.

## Geschichte
Die Klasse wurde nach der Reihe MEKO 200 entwickelt, um der Anforderung verschiedener Marinen, nach kleinen, kampfstarken Schiffen gerecht zu werden. Wie alle Schiffe der MEKO-Reihe ist die MEKO 100 modular aufgebaut, um kundenspezifisch angepasst zu werden. Die Schiffe werden international als Offshore Patrol Vessel (OPV) bezeichnet, also als großes Patrouillenschiff, oder aber auch, je nach Ausstattung, als Korvette bezeichnet.
Die Schiffe der MEKO 100-Klasse sind so gebaut, dass sie eine kleine Radarsignatur besitzen, möglichst geräuscharm sind und einen geringen Treibstoffverbrauch haben. Es wird Technik zu Automatisierung und vollautomatischen Kontrolle aller Schiffssysteme wie Maschinen und zur Schiffssicherung eingesetzt. Dies beinhaltet auch mehrfach redundante Systeme.
2006 wurde der Vertrag über die ersten sechs Schiffe der Kedah-Klasse für Malaysia unterzeichnet. Die ersten beiden Schiffe wurden auf den Werften Blohm + Voss, Hamburg und HDW, Kiel gebaut. Die restlichen sollen in Malaysia gebaut werden. Auch die deutschen Korvetten der Klasse K130 basieren auf diesem Design. Eine Weiterentwicklung ist die Klasse MEKO A-100 für Polen, die ab 2011 gebaut werden sollte.

## Varianten

### Kedah-Klasse
Der Vertrag für die Schiffe der Variante MEKO 100 RMN wurde im 2006 mit Malaysia abgeschlossen. Die ersten zwei Einheiten wurden bei Blohm + Voss, Hamburg und HDW in Kiel gebaut, vier weitere werden seit 2008 auf der PSC-Marinewerft in Malaysia. gebaut.
Die Fregatten wurden gebaut, um kleinere und ältere Patrouillenboote der malaysischen Marine zu ersetzen. Dazu wurde das „Patrouillenschiffe der nächsten Generation“ (Next Generation Patrol Vessel (NGPV))-Programm 1996 begonnen. Fünf Entwürfe standen in der Endauswahl, einer von der australischen Transfield Gruppe, einer von der britischen VT Group, einer von der ebenfalls britischen Werft Yarrow und der Sieger, der Entwurf MEKO 200 der German Naval Group (GNG), der heutigen ThyssenKrupp Marine Systems AG.
Es wurde ein Vertrag über sechs Einheiten gezeichnet, wobei die malaysische Werft PSC-Naval Dockyard Hauptvertragsnehmer ist und GNG als Subunternehmer arbeitet. Dabei sollten vier Schiffe in Malaysia gefertigt werden. Außerdem wurde in dem Vertrag der Bau von 21 weiteren Patrouillenboote innerhalb zehn Jahren vereinbart. Dieser Teil des Vertrages hat einen Wert von 5 Milliarden Euro.
Der Bau der vier Schiffe auf der malaysischen Werft wurde zunächst durch technische Probleme verzögert. Das erste Schiff, die Kedah wurde von der Marine wegen Fehler in der Programmierung nicht abgenommen. Die Verantwortlichen auf malaysischer Seite wurden von der Regierung ersetzt.
Erst im Juni 2006 wurde die Kedah in Dienst gestellt, was eine Verzögerung von 18 Monaten bedeutete. Die Pahang wurde im August 2006 in Dienst gestellt und die Perak am 12. November 2007. Die Terengganu lief am 6. Dezember 2007 vom Stapel. Die Verzögerungen konnten ausgeglichen werden, und die malaysische Regierung beschloss mit dem Bau der 21 weiteren Schiffe fortzufahren.

#### Technische Daten
- Länge 106 m
- Breite 12,80 m
- Tiefgang 3,6 m
- Verdrängung: 1.600 ts (voll geladen)
- Antrieb
  - 2 Wellen mit Verstellpropellern
  - 2× Caterpillar 3616 Diesel mit 5450 kW
- Höchstgeschwindigkeit: 24+ kn
- Reichweite: 6.050 nm
- Besatzung: 68
- Waffensysteme
  - 1 × Oto Melara 76/62 Compact
  - 2 × 30 mm Rheinmetall MK 30
  - 2 × Mk 141 Starter für je 4 AGM-84 Harpoon
  - Vorbereitung für 1 × RIM-116 RAM Starter
  - Vorbereitung für 2 × Exocet vierfach Starter
- Elektronik
  - Atlas Elektronik Überwachungsradar COSYS-110 M1
  - Suchradar: EADS TRS-3D/16-ES
  - Feuerleitradar: OC Oerlikon TMX/EO Elektronischer-Optischer Zielbeleuchter
  - Täuschkörper: ALEX Täuschkörpersystem
  - Sonar: L-3 ELAC Nautik NDS-3060
- Hubschrauber 1 × Westland Lynx

#### Schiffsliste
| Kennung | Name          | Kiellegung        | Werft              | Stapellauf        | In Dienst         |
| ------- | ------------- | ----------------- | ------------------ | ----------------- | ----------------- |
| F171    | KD Kedah      | 13. November 2001 | Blohm + Voss       | 21. März 2003     | 5. Juni 2006      |
| F172    | KD Pahang     | 21. Dezember 2001 | HDW                | 2. Oktober 2003   | 3. August 2006    |
| F173    | KD Perak      | März 2002         | PSC-Naval Dockyard | 12. November 2007 | 3. Juni 2009      |
| F174    | KD Terengganu | August 2004       | PSC-Naval Dockyard | 6. Dezember 2007  | 8. Dezember 2009  |
| F175    | KD Kelantan   | Juli 2005         | PSC-Naval Dockyard | 24. November 2008 | 8. Mai 2010       |
| F176    | KD Selangor   | Juli 2006         | PSC-Naval Dockyard | 23. Juli 2009     | 28. Dezember 2010 |

### Braunschweig-Klasse

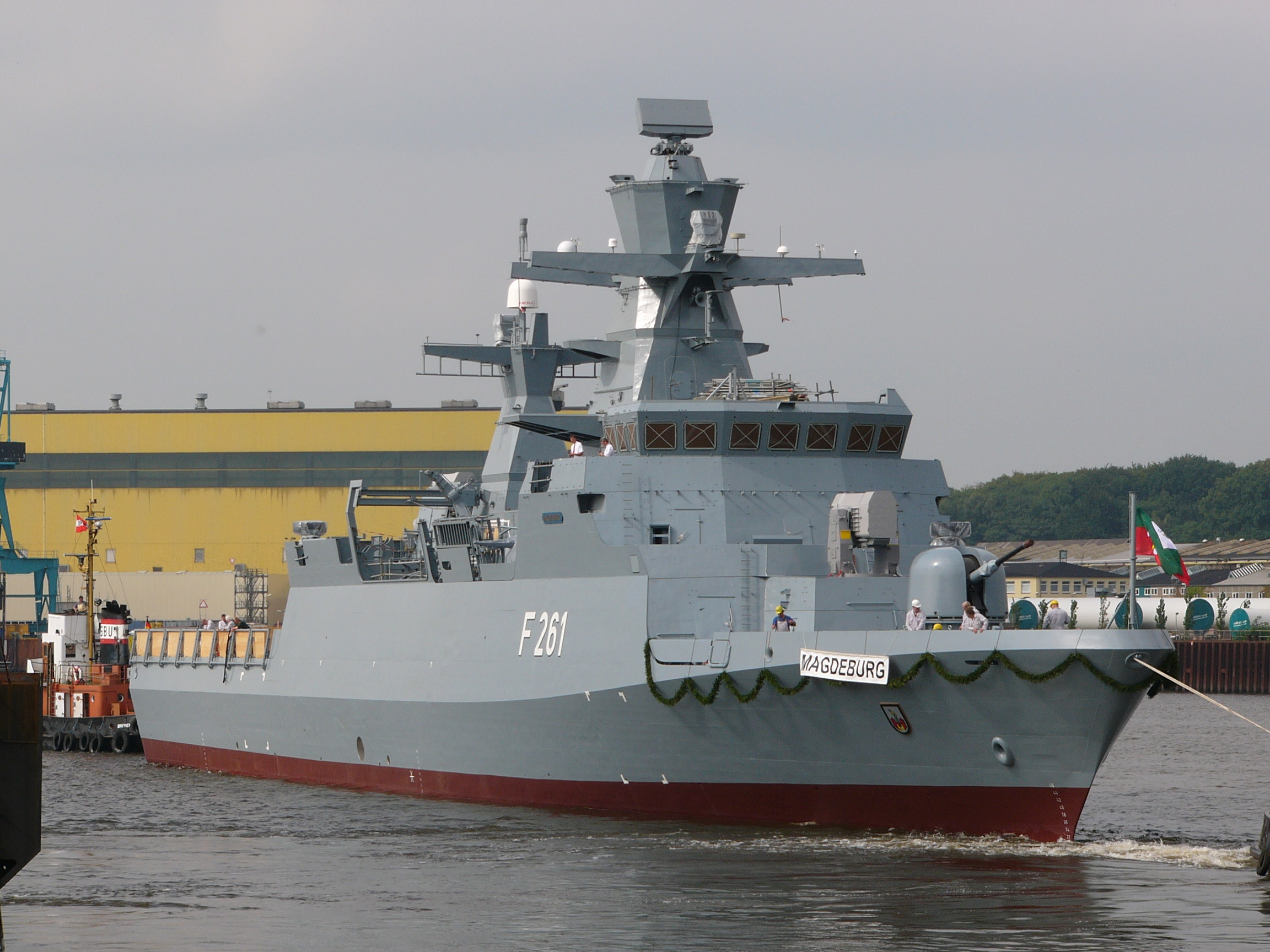
Korvette Magdeburg (F 261) der Klasse K130

Die Korvetten der Korvette K130 der Bundeswehr wurden ebenfalls aus dem Konzept MEKO 100 abgeleitet. Die Bundeswehr beschaffte zunächst ein erstes Baulos über fünf Schiffe, die ab Dezember 2004 gebaut und ab 2008 ausgeliefert wurden. Über ein Jahrzehnt später wurde ein zweites Baulos über ebenfalls fünf Einheiten beschafft. Die bei der Marine als "Boote" klassifizierten Einheiten sind, da sie auf Kampfmissionen ausgerichtet sind, stärker bewaffnet als die malaysischen Schiffe. Sie werden daher als Korvetten klassifiziert.

### Gawron-Klasse

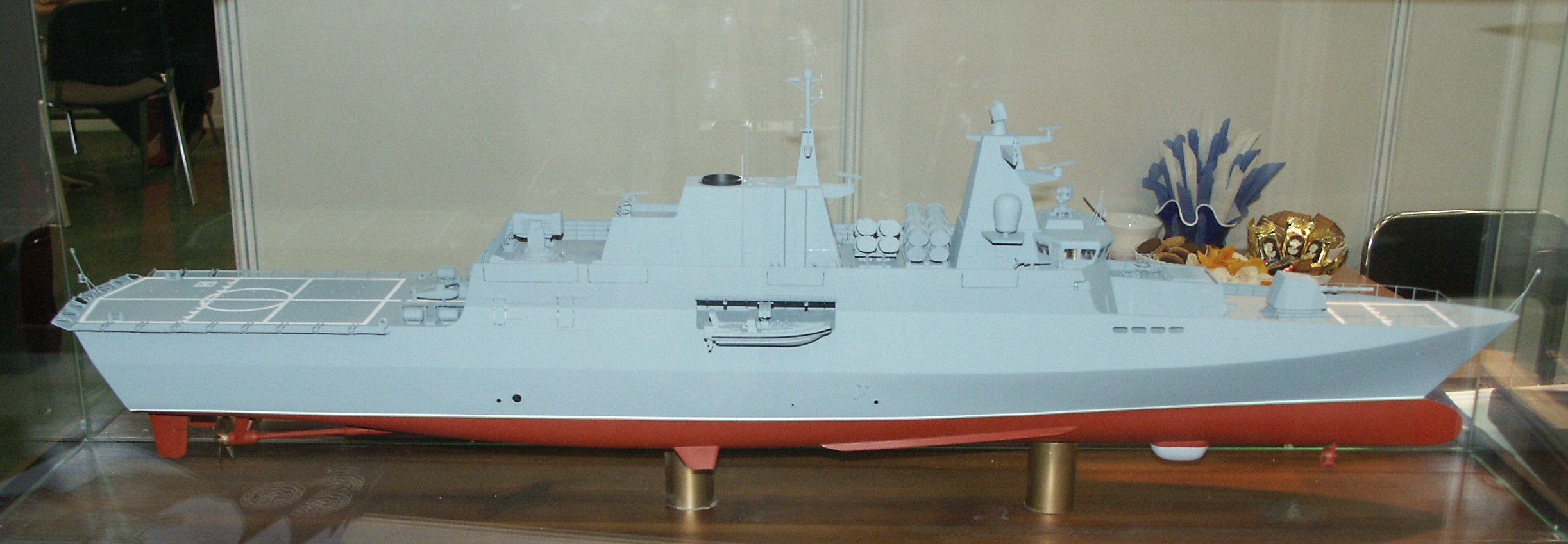
Werftmodell der Gawron-Klasse (Projekt 621)

Die Polnische Marine hatte im Rahmen des "Korvettenprojekts 621" vier Korvetten der Klasse MEKO A-100 bestellt, die auf der Marinewerft in Gdynia gebaut werden sollten. Die Schiffe sollten nach ursprünglicher Planung 2011–2012 ausgeliefert werden, bis zu sieben Einheiten waren geplant.
Aufgrund der Finanzkrise und der damit verbundenen Einschränkungen im polnischen Staatshaushalt wurde die Bestellung daher zunächst auf zwei Einheiten zurückgestellt. Der bereits weitgehend fertiggestellte Rumpf des ersten Schiffs wurde zu einem Hochsee-Patrouillenboot umgebaut. Der Stapellauf des ersten Schiffes, des ORP Ślązak („Schlesier“), erfolgte 2015.

### Tamandaré-Klasse
Im Jahr 2022 begann die Produktion von vier Fregatten für die Brasilianische Marine, die auf dem MEKO-100 Design basiert. Die Schiffe in der Variante MEKO A-100MB werden in Brasilien bei thyssenkrupp Estaleiro Brasil Sul (tkEBS), einem Consortium von TKMS und Embraer, gebaut.

#### Schiffsliste
| Kennung | Name                    | Kiellegung      | Stapellauf      | Indienststellung | Heimathafen |
| ------- | ----------------------- | --------------- | --------------- | ---------------- | ----------- |
| F200    | Tamandaré               | 24. März 2023   | (Dezember 2025) |                  | ???         |
| F201    | Jerônimo de Albuquerque | 6. Juni 2024    | (Februar 2027)  |                  | ???         |
| F202    | Cunha Moreira           | (Juli 2026)     | (Februar 2028)  |                  | ???         |
| F203    | Mariz e Barros          | (November 2027) |                 |                  | ???         |

## Belege
1. 1 2  „ Referenzliste Marine-Überwasserschiffe (Memento vom 30. Mai 2009 im Internet Archive)“, ThyssenKrupp Marine Systems, September 2008, abgerufen am 27. November 2008.
2. ↑  „The MEKO A ships“, deagle.com, 22. November 2008, abgerufen am 27. November 2008.
3. ↑  globaldefence.net: Polen: Ende des Projekt „Gawron“, abgerufen am 10. April 2012.
4. ↑  Polnische Marine: Taufe einer neuen Korvette (mit Fotos des Schiffes vor dem Stapellauf), abgerufen am 12. April 2016.
5. ↑  ES&T Redaktion: Kiellegung der ersten Fregatte der Tamandaré-Klasse. 27. März 2023, abgerufen am 5. Dezember 2023 (deutsch).